# Jean-René Edighoffer
Jean-René Edighoffer est un économiste, enseignant-chercheur et écrivain français, né 10 décembre 1958 à Neuilly-sur-Seine et mort le 2 octobre 2018 à Chevreuse.

## Biographie
Il est docteur en sciences de gestion. Sa thèse, soutenue à l'université Paris-Dauphine, traite des Entreprises en difficultés et trajectoire de déclin. Elle est soutenue en 1985.
Il a effectué des recherches notamment sur l'industrie médicale et pharmaceutique.
Il est maître de conférences (contrôle de gestion) au Centre d'études et de recherches sur les organisations et sur les stratégies (CEROS) de l'Université Paris-Nanterre.

### Économie et gestion
Jean-René Edighoffer a dirigé la collection Les livres de l'entreprise (chez Fernand Nathan), avec Bernard Martory  (ISSN 1248-8240).
- Jean-René Edighoffer, Précis de gestion d’entreprise, Coll. Repères pratiques, numéro 42, Nathan, 1996  (ISBN 978-2-09-177112-0)
  - nombreuses rééditions, nouveau titre Gestion d’entreprise, Nathan,  (ISBN 978-2-09-183188-6)
- Jean-René Edighoffer, Économie d'entreprise : savoirs et techniques, Nathan, 1995  (ISBN 978-2-09-176594-5)
- Jean-René Edighoffer, Étienne Morin Crédit management prévention et gestion des risques d'impayés dans l'entreprise Collection : Les Livres de l'entreprise. Nathan, 1993  (ISBN 978-2-09-176314-9)
- Série Analyses de groupes et analyses de secteur (Europe stratégie analyse financière) (14 volumes entre 1987 et 1995) (en collaboration)
  - Jean-René Edighoffer, L'Industrie pharmaceutique mondiale, Eurostaf, 1988
  - Jean-René Edighoffer, Stéphane Pihier, Le matériel médico-chirurgical dans le monde : hautes technologies et marchés de masse, Eurostaf, 1992
  - Jean-René Edighoffer, Jean-Marie Jacques, Patrick Seifert, Les Biotechnologies de la santé dans le monde, Eurostaf, 1989
  - Jean-René Edighoffer, Rhône-Poulenc Santé, Eurostaf, 1987
  - Jean-René Edighoffer, Les Laboratoires pharmaceutiques, Eurostaf, 1989
  - Jean-René Edighoffer, Boehringer-Ingelheim, Eurostaf, 1989
  - Jean-René Edighoffer, Les médicaments génériques en Europe, Eurostaf, 1990
  - etc.

### Communication
- Jean-René Edighoffer, “Du contrôle de gestion à son absence : confiance et empowerment”, Congrès de l’AFC, 18-19 mai, Montpellier, (1996)[3].

### Essai
- Michèle Chabert, Raymond Ané, Jean-René Edighoffer, Dialogues sur la minceur : Maigrir et rester mince, Archives et culture/ Barruel, Paris, 2005  (ISBN 978-2-911665-99-8)

### Romans et contes
- Jean-René Edighoffer, Le beau sire que voila, Collection Écritures, L'Harmattan, 2002,  (ISBN 978-2-7475-2292-2) Version numérique en vente ici
- Jean-René Edighoffer, Les Anges aussi, contes, Barruel, Paris, 2004  (ISBN 978-2-911665-83-7)
- Jean-René Edighoffer, L’Amour indéfini, Barruel, Paris, 1996  (ISBN 978-2-911665-02-8)